# Stanislaus Bialkowski
Stanislaus Bialkowski (* 10. November 1897 in Kähme; † 2. November 1959) war ein deutscher Schriftsteller.

## Leben
Stanislaus Bialkowski wuchs als erstes von acht Kindern eines städtischen Angestellten in seiner Geburtsstadt auf und sollte aufgrund seiner guten schulischen Leistungen eine Freistelle am Gymnasium bekommen; allerdings verlangte sein streng katholischer Vater, dass der Sohn danach Theologie studieren und Geistlicher werden solle. Stanislaus lehnte das ab und meldete sich als Freiwilliger zum Militär. Er nahm an der Westfront am Ersten Weltkrieg teil und überlebte die Schlacht um Verdun. Nach dem Krieg diente er als Unteroffizier in Halberstadt, arbeitete als Hausmeister und in den AGO Flugzeugwerken in Oschersleben, wo er es bis zum Abteilungsleiter brachte. Nach der Zerstörung der Werke durch alliierte Bomber 1944 arbeitete er in der Landwirtschaft. Nach 1945 wurde er Neulehrer und absolvierte als Fünfzigjähriger ein Fernstudium. Er arbeitete danach einige Jahre als Lehrer, litt aber unter Anfällen, die ihre Ursache in einem Gehirntumor hatten. Nach einem deswegen notwendig gewordenen chirurgischen Eingriff verstarb Stanislaus Bialkowski.
Ab den frühen 1930er Jahren veröffentlichte Stanislaus Bialkowski eine Reihe von utopischen Romanen. Diese weisen zahlreiche Motive späterer Space Operas auf, haben oft auch rassistische Züge und spiegeln die Ideologie des Nationalsozialismus sehr direkt wider. Daneben veröffentlichte er eine Reihe von Liebesromanen in der Heftreihe Roman-Perlen des Neuen Verlagshauses für Volksliteratur.

## Werke
- Leuchtfeuer im Mond. Phantastischer Roman, F. W. Grunow, Leipzig 1934, DNB 572385536.
- Der Tanz der Bajadere, Neues Verlagshaus für Volksliteratur, Berlin 1934, DNB 578880911.
- Antjes Heimkehr, Neues Verlagshaus für Volksliteratur, Berlin 1934, DNB 578880881.
- Vera, Neues Verlagshauses für Volksliteratur, Berlin 1935, DNB 57888092X.
- Krieg im All. Roman aus der Zukunft der Technik, F. W. Grunow, Leipzig 1935, DNB 572385528.
- Menschen um Johanna, Neues Verlagshaus für Volksliteratur, Berlin 1936, DNB 578880903
- Ingeborgs Leid und Glück, Neues Verlagshaus für Volksliteratur, Berlin 1936, DNB 57888089X.
- Die Macht des unsichtbaren Sternes. Roman aus der Zukunft der Technik, F. W. Grunow, Leipzig 1936, DNB 572385544.
- Der Radiumkrieg. Roman aus der Zukunft der Technik, F. W. Grunow, Leipzig 1937, DNB 572385560.
- Der Stratosphärenflieger. Ein phantastischer Abenteuerroman, F. W. Grunow, Leipzig 1938, DNB 572385579.
- Ikaria. Unter Ballonfahrern und Segelfliegern, Roman, F. W. Grunow, Leipzig 1939, DNB 57238551X.
- Start ins Weltall. Phantastischer Abenteuerroman, Roman, F. W. Grunow, Leipzig 1941, DNB 1182472745.
- Die Macht des unsichtbaren Sternes, Roman, F. W. Grunow, Leipzig 1943, DNB 572385552